# 142. østlige længdekreds
Den 142. østlige længdekreds (eller 142 grader østlig længde) er en længdekreds, der ligger 142 grader øst for nulmeridianen. Den løber gennem Ishavet, Asien, Stillehavet, Australasien, det Indiske Ocean, det Sydlige Ishav og Antarktis.